# Quarteto Rosamunde
O Quarteto de Cordas Nº 13 em Lá menor (Quarteto Rosamunde), D. 804, Op. 29, escrito por Franz Schubert entre fevereiro e março de 1824. Ele data aproximadamente ao mesmo tempo do seu monumental quarteto A Morte e a Donzela, três anos após sua tentativa anterior de escrever no gênero quarteto de cordas, o Quartettsatz que nunca foi terminado.
Schubert dedicou a obra a Ignaz Schuppanzigh, que foi primeiro violino do quarteto de cordas empregado por Beethoven.  Schuppanzigh tocou na sua performance de estreia ocorrida em 14 de março de 1824.
O quarteto se constitui de quatro movimentos que duram aproximadamente 30 minutos.
1. Allegro ma non troppo
2. Andante
3. Menuetto – Allegretto – Trio
4. Allegro moderato

O primeiro movimento abre em um modo reminiscente do melancólico tema de umas de suas primeiras canções, Gretchen am Spinnrade. É o segundo movimento, no entanto, que dá nome ao quarteto, baseado num tema da música incidental para Rosamunde (um tema similar aparece no Impromptu escrito três anos depois). O minueto é inspirado numa melodia de outra canção de Schubert, Die Götter Griechenlands, D. 677.
A peça aparece no filme de 2012 "Os Vingadores" durante o ataque de Loki em Stuttgart.